# Åsa Larssonová
Åsa Larssonová, plným jménem Åsa Elena Larsson, (* 28. června 1966, Uppsala) je švédská autorka kriminálních románů.

## Život a dílo
Narodila se v Uppsale, vyrůstala avšak ve městě Kiruna na severu Švédska. Pracovala jako daňová poradkyně, tuto profesi má i hlavní hrdinka jejích knih Rebecka Martinssonová. V češtině vydává její knihy nakladatelství Host. Její první román Sluneční bouře (Solstorm, 2003) obdržel roku 2003 ocenění "Nejlepší švédská krimi prvotina" a druhý román Prolitá krev (Det blod som spillts, 2004) dostal roku 2004 cenu za "Nejlepší švédský kriminální román". V roce 2012 obdržela "Svenska Bibelsällskapets Bibelpris".

### Krimi romány (s hrdinkou Rebeckou Martinssonovou)
- 2003 - Solstorm; česky Sluneční bouře (2010, Host); česká audiokniha (2016, OneHotBook)
- 2004 - Det blod som spillts; česky Prolitá krev (2011, Host)
- 2006 - Svart stig; česky Temná stezka (2012, Host)
- 2008 - Till dess din vrede upphör; česky Než pomine tvůj hněv (2012, Host)
- 2011 - Till offer åt Molok; česky Oběť Molochovi (2013, Host)

PAX - série 10 knih
1. Hůl prokletí
2. Grim přízrak
3. Dívka ze záhrobí
4. Neviditelný zloděj
5. Sluhové zla
6. Postrach jezera
7. Dech smrti
8. Bílý had
9. Noční můra
10. Draugova oběť